# Gmelinita
La gmelinita es una serie de tres minerales con el mismo nombre, de la clase de los tectosilicatos y dentro de estos del "grupo de las zeolitas" (subgrupo de la gmelinita).
Fue descubierto por primera vez en Montenero, cerca del pueblo de San Pedro Mussolino, en el noreste de la provincia italiana de Vicenza (Véneto) y descrita en 1825 por David Brewster, que dio nombre al mineral después del famoso químicos y farmacéutico Christian Gmelin (1792-1860).

## Especies minerales
El término gmelinita se corresponde con tres minerales, antes considerados variedades y hoy aceptados por la Asociación Mineralógica Internacional como tres especies de aluminosilicato distintas:
- Gmelinita-Ca, con calcio,[1] de fórmula Ca2(Si8Al4)O24·11H2O
- Gmelinita-K, con potasio,[2] de fórmula K4(Si8Al4)O24·11H2O
- Gmelinita-Na, con sodio,[3] de fórmula Na4(Si8Al4)O24·11H2O

Además, entre estos tres extremos se formaría una serie de solución sólida, dando todo una familia de minerales por sustituciones parciales de los tres iones metálicos, con minerales en los que aparecen dos o tres de ellos -el más abundante suele ser el sodio-.

## Formación y yacimientos
Aparece en rocas tipo basalto y pegmatitas, por alteración secundaria debida a la acción de fluidos que circulan enriquecidos en sodio. Suele disponerse en drusa o en geoda rellenando cavidades de estas rocas ígneas
Minerales a los que normalmente aparece asociado son: otras zeolitas, calcita, aragonito y cuarzo.